# بای‌بای برورمن
بای‌بای برورمن (انگلیسی: Bye Bye Braverman) فیلمی در ژانر کمدی-درام به کارگردانی سیدنی لومت است که در سال ۱۹۶۸ منتشر شد. از بازیگران آن می‌توان به جورج سگال، جک واردن، ژوزف وایزمن و جسیکا والتر اشاره کرد.